# Лемай (река, впадает в Чором)
Лемай — река в России, протекает по Пряжинскому району Карелии.
Исток — юго-восточнее села Святозеро, восточнее озера Святозера. Северо-западнее Верхних Важин впадает в озеро Чором, из которого вытекает приток Чоромручья, впадающего в Тукшу. Длина реки составляет 16 км.

## Данные водного реестра
По данным государственного водного реестра России относится к Балтийскому бассейновому округу, водохозяйственный участок реки — Свирь без бассейна Онежского озера, речной подбассейн реки — Свирь (включая реки бассейна Онежского озера). Относится к речному бассейну реки Нева (включая бассейны рек Онежского и Ладожского озера).
Код объекта в государственном водном реестре — 01040100712102000012509.